# George Hamilton-Gordon
George Hamilton-Gordon (n. 28 ianuarie 1784, Edinburgh, Regatul Marii Britanii – d. 14 decembrie 1860, Londra, Regatul Unit al Marii Britanii și Irlandei) a fost un politician britanic, prim-ministru al Marii Britanii în perioada 1852-1855. În 1813, ca ambasador special în Austria, a contribuit la formarea coaliției care l-a învins pe Napoleon I în Războiul celei de-a Șasea Coaliții. Ca ministru de externe (1828-1830 și 1841-1846), a rezolvat disputele asupra graniței dintre Canada și SUA prin Tratatul Webster-Ashburton și Tratatul Oregonului. Ca prim-ministru, a format o coaliție guvernamentală, dar indecizia sa a zădărnicit eforturile de menținere a păcii, ducând la implicarea Marii Britanii în Războiul Crimeii. Fiind responsabil, din punct de vedere constituțional, pentru greșelile generalilor britanici în război, a demisionat în 1855.